# Kaino Ranén
Kaino Ranén, alias Koo Reiman, född 1938 på Karelska näset i Finland, är en sverigefinsk författare.
Chefredaktör för tidskriften Liekki 2005-2007.